# Every Little Thing
Every Little Thing, stylizowany na ELT – japoński duet muzyczny wykonujący muzykę z pogranicza popu i soft rocka, powstały w 1996 roku. Tworzą go Kaori Mochida i Ichiro Ito. Są jednymi z artystów z największą liczbą sprzedanych wydawnictw muzycznych w Japonii.

## Albumy studyjne
Na podstawie.
- Everlasting (1997)
- Time to Destination (1998)
- Eternity (2000)
- 4 Force (2001)
- Many Pieces (2003)
- Commonplace (2004)
- Crispy Park (2006)
- Door (2008)
- Change (2010)
- Ordinary (2011)
- Fun-Fare (2014)
- Tabitabi (2015)